# راي والكر
راي والكر (بالإنجليزية: Ray Walker)‏ هو رسام وفنان بريطاني، ولد في 1945 في ليفربول في المملكة المتحدة، وتوفي في 1984.